# Коефіцієнт антропогенної перетвореності
Коефіцієнт антропогенної перетвореності (Кап) — показник перетвореності довкілля людиною.
Введений П. Г. Шищенком у 1988 р.
Розраховується за формулою:
Кап = Σ (ri ρі q) n / 100,
де r — ранг антропогенної перетвореності ландшафтів і-м видом використання; ρ — площа рангу,%; q — індекс глибини перетвореності ландшафту; n — кількість виділів у межах контуру ландшафтного регіону.
Кап змінюється в межах 0 > Кап ≥ 10 і різниться за ландшафтними регіонами. При Кап = 6,51—7,40 — сильно перетворений Кап ≥ 7,41 — дуже сильно перетворений людиною ландшафт.
В Україні найбільш змінені ландшафти Донецького (Кап = 7,43), Придніпровського (7,52), Криворізького (7,60) районів, найменш — гірських районів Українських Карпат (Полонинсько — Чорногорські Карпати — 2,88) і Криму (Головний кряж — 3,27).
Найбільшого перетворення зазнають верхня частина літосфери, атмосфера і гідросфера, трансформується або знищується основа продуктивного ландшафту — ґрунтовий покрив. Наприклад, тільки в Криворізькому залізорудному басейні під кар'єрами і шахтами знаходиться більше 30 тис. га. В Україні під розробку корисних копалин відведено до 150 тис. га, водосховищами зайнято 40 тис. га, полями фільтрації і ставами (відстійниками) — 30 тис. га.
На межі XX-ХХІ ст. в Україні тверді відходи складали 1,5 млрд т / рік, у відвалах їх нагромаджено більше 10 млрд т, а для їх складування зайнято більше 230 тис. га родючих сільськогосподарських земель. Крім того, у водні об'єкти щорічно скидається 20 млрд м³ стічних вод (в тому числі 3,2 млрд / м³ забруднених).